# Рама, Патрик
Патрик Рама (англ. Patrick Rama; род. 25 мая 1965) — лесотский и южноафриканский легкоатлет, выступавший в беге на длинные дистанции и кроссе. Участник летних Олимпийских игр 1992 года.

## Биография
Патрик Рама родился 25 мая 1965 года.
В 1992 году вошёл в состав сборной Лесото на летних Олимпийских играх в Барселоне. В беге на 10 000 метров занял в полуфинале 21-е место, показав результат 30 минут 21,69 секунды и уступив 1 минуту 57,61 секунды попавшему в финал с 11-го места Харуо Урате из Японии.
В 1994 году выступал за ЮАР на чемпионате мира по кроссу в Будапеште. На дистанции 12,06 км занял 211-е место с результатом 38 минут 28 секунд.

## Личный рекорд
- Бег на 10 000 метров — 30.21,69 (31 июля 1992, Барселона)[3]